# Acroglochin persicarioides
Acroglochin persicarioides (Poir.) Moq. – gatunek rośliny z rodziny szarłatowatych (Amaranthaceae Juss.). Występuje naturalnie w Pakistanie, północnych Indiach, Nepalu, Bhutanie oraz Chinach (w prowincjach Gansu, Kuejczou, Hubei, Hunan (część południowa), Shaanxi, Syczuan oraz Junnan). 

## Morfologia
PokrójRoślina jednoroczna dorastająca do 30–80 cm wysokości.
LiścieUlistnienie jest naprzemianległe. Mają owalny kształt. Mierzą 1,5–7 cm długości i 0,5–5 cm szerokości. Blaszka liściowa jest o klinowej nasadzie i ostrym wierzchołku, nieregularnie ząbkowana na brzegu. Ogonek liściowy jest nagi i dorasta do 5–10 mm długości.
KwiatyPromieniste, obupłciowe, siedzące. Zebrane są w złożone wierzchotki dwuramienne, rozwijają się w kątach pędów. Mają 5 działek kielicha o kształcie od owalnego do podłużnego. Kwiaty mają jeden pręcik. Zalążnia jest górna, jednokomorowa.
OwoceTorebki otwierające się wieczkiem. Mają niemal kulisty kształt i osiągają 1–2 mm średnicy.

## Biologia i ekologia
Rośnie na skrajach lasów, nieużytkach, polach uprawnych oraz brzegów rzek. Kwitnie od lipca do listopada.